# Koelzalf

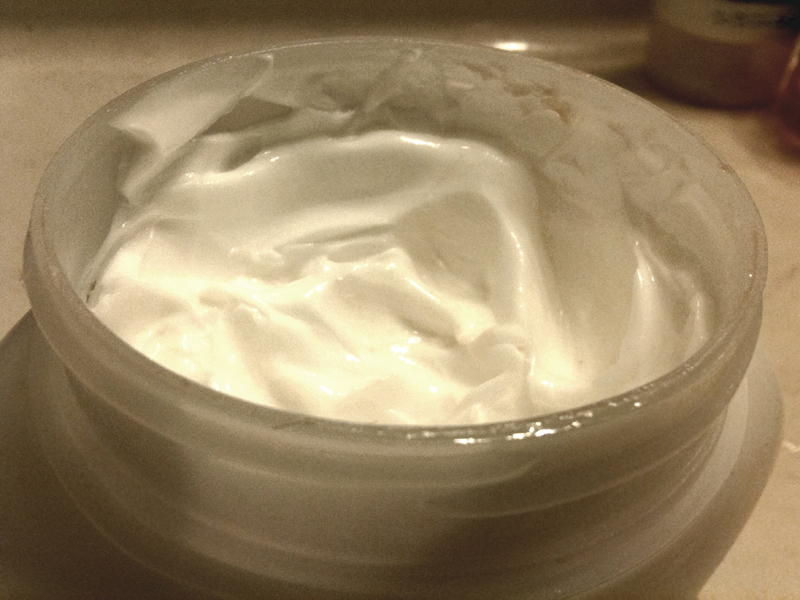
Koelzalf

Koelzalf (Unguentum leniens) is een emulsie van water in een zogenaamde vette crème. Het bevat witte bijenwas, plantaardige of minerale olie en een of meer geurstoffen als geurcorrigens en wordt gebruikt om de huid te verzorgen. De basis voor de samenstelling van koelzalf is al meer dan 2000 jaar oud en wordt voor het eerst beschreven door de Griekse arts Claudius Galenus.
De crème kan als indifferente therapie bij een droge schilferende huid of bij jeuk gebruikt worden. Doordat het water na aanbrengen op de huid verdampt, geeft de zalf een verkoelend effect, terwijl het vet zorgt voor een verzorgend en beschermend effect op de huid. Rozenolie geeft de zalf haar specifieke en traditionele geur, maar kan ook weggelaten worden.

## Samenstelling
In Nederland is de samenstelling, zoals gehanteerd in de apotheken, vastgelegd in het Formularium der Nederlandse Apotheken (FNA): witte bijenwas (Cera alba), glycerolmonoöleaat, arachide olie (pindaolie), gezuiverd water en kunstmatige etherische rozenolie. De crème bevat geen conserveermiddelen en geen wolvetderivaten (waar een hoop mensen allergisch voor zijn). In de apotheek is ook 'koelzalf zonder rozenolie' (dus zonder geurcorrigens) verkrijgbaar, wat bij mensen met een gevoelige huid de voorkeur heeft boven de reguliere koelzalf.